# Mylabris sedecimpunctata
Mylabris sedecimpunctata is een keversoort uit de familie van oliekevers (Meloidae). De wetenschappelijke naam van de soort is voor het eerst geldig gepubliceerd in 1825 door Gebler.